# Schlacht bei Chotusitz
Europäischer Kriegsschauplatz:

Mollwitz* – Chotusitz* – Simbach – Dettingen – Toulon – Pfaffenhofen – Tournai – Fontenoy – Hohenfriedberg** – Soor** – Hennersdorf** – Kesselsdorf** – Brüssel – Piacenza – Namur – Roucourt – Kap Finisterre 1 – Lauffeldt – Assietta –  Bergen op Zoom – Kap Finisterre 2 – Maastricht
(*) Erster Schlesischer Krieg – (**) Zweiter Schlesischer Krieg
Indischer Kriegsschauplatz:

Erster Karnatischer Krieg
Amerikanischer Kriegsschauplatz:

War of Jenkins’ Ear – King George’s War
Baumgarten – 
Glogau – 
Mollwitz – 
Lesch  – 
Glatz – 
Chotusitz – 
Teltschitz – 
Pless – 
Ratibor – 
Hohenfriedberg – 
Soor – 
Hennersdorf – 
Zittau – 
Kesselsdorf
In der Schlacht bei Chotusitz (auch Schlacht bei Czaslau) (heute Chotusice, Okres Kutná Hora) in Böhmen besiegten am 17. Mai 1742 die Preußen unter Friedrich II. eine österreichische Armee unter Befehl des Prinzen Karl von Lothringen. Letztere wollten die Preußen überfallen, fanden sie jedoch in Schlachtordnung vor. Schließlich wurden die Österreicher von Friedrich II. an der linken Flanke angegriffen und geschlagen. Die Schlacht führte unmittelbar zum Frieden von Breslau, der den ersten Schlesischen Krieg auf eine für Preußen vorteilhafte Weise vorläufig beendete.

## Vorgeschichte
Prinz Karl war mit der Absicht von Mähren nach Böhmen marschiert, die preußische Armee anzugreifen. Friedrich war mit seiner Vorhut von etwa 10.000 Mann auf Kuttenberg marschiert. Die übrige Armee von etwa 15.000 Mann (einschließlich fast der gesamten Kavallerie) folgte einen Tag später unter der Führung von Prinz Leopold von Anhalt-Dessau. Da die beiden preußischen Armeeteile einen Tagesmarsch voneinander entfernt waren und damit einander nicht unterstützen konnten, hatte Karl die Gelegenheit, einen oder auch beide Teile getrennt zu schlagen. Er zögerte jedoch zu lange und gab den Preußen Gelegenheit, sich zu vereinigen.
Leopold erreichte das Dorf Chotusitz, östlich von Kuttenberg, nach einem Nachtmarsch um 2 Uhr morgens und schlug sein Lager etwas nördlich des späteren Schlachtfeldes auf. Karl von Lothringen, der noch immer hoffte, Leopold getrennt von Friedrich abfangen zu können, marschierte mit seinen 28.000 Mann nach Norden. Er plante einen nächtlichen Überraschungsangriff, doch erforderte die Annäherung an den Gegner mehr Zeit als erwartet, so dass er das Schlachtfeld erst nach Morgenanbruch erreichte.
Friedrich, alarmiert von der drohenden Gefahr, gab Leopold Anweisung, Position um Chotusitz einzunehmen, bis der Rest der Preußen heran wäre, um sich an seine rechte Seite anzuschließen. Friedrich marschierte mit seinen Truppen um 4 Uhr morgens ab. Leopold stellte seine Truppen mit Front nach Südosten auf, die Infanterie südlich von Chotusitz. Die beiden Flügel der Preußen wurden jeweils von etwa 35 Schwadronen Kavallerie gedeckt. Karl marschierte von der Stadt Czaslau (heute Čáslav) nach Norden, wobei schwieriges Gelände seinen Vormarsch verlangsamte und seine Armee leicht nach rechts abschwenken ließ, was ihre Verletzlichkeit gegenüber einem Angriff auf ihre linke Flanke erhöhte.

## Kommandierende Offiziere der Schlacht

### Offiziere der Preußen
- König Friedrich II.
- Generallieutenant Christoph Wilhelm von Kalckstein, Zentrum des Ersten Treffens
- General-Lieutenant Wilhelm Dietrich von Buddenbrock, Kavallerie des rechten Flügels im Ersten Treffen
- General der Infanterie Prinz Leopold von Anhalt-Dessau, Führung der Infanterie im Zweiten Treffen
- Oberst Prinz Ferdinand von Braunschweig-Wolfenbüttel, im Stab des Königs

### Offiziere der Österreicher
- Prinz Karl Alexander von Lothringen, teilt sich die Führung mit Graf Königsegg

## Verlauf
Um 7 Uhr morgens hatten sich die Österreicher entfaltet und bis auf Kanonenschussweite genähert, während Friedrich mit dem Rest der preußischen Armee auf dem Schlachtfeld erschien und sich an Leopolds rechten Flügel schloss. Der König hielt 23 Bataillone Infanterie in Reserve, vor den Österreichern durch eine Anhöhe verborgen.
Um 8 Uhr befahl Karl den Angriff. Buddenbrocks Kavallerie des preußischen rechten Flügels attackierte die Kavallerie auf der österreichischen Linken und trieb sie zurück bis zu ihrer zweiten Linie. Die zweite Linie warf die Preußen in einem wilden Handgemenge wieder zurück. Buddenbrocks zweite Kavallerielinie verlor durch den dicht aufgewirbelten Staub die Richtung, hielt sich zu weit links und geriet in österreichisches Infanteriefeuer, welches sie zurücktrieb. Buddenbrocks Reiterei spielte für den Rest der Schlacht keine Rolle mehr.
Auf der preußischen Linken griff derweil die Kavallerie die vorrückenden Österreicher an und schlug sich einen Weg durch die feindlichen Linien bis in den Rücken der österreichischen Armee, wo sie jedoch abgeschnitten und isoliert waren und in die Schlacht kaum mehr eingreifen konnten. Die Kavalleristen auf der österreichischen Rechten sammelten sich wieder und gingen gegen das preußische Lager hinter Chotusitz vor, das sie zu plündern begannen, so dass sie zum weiteren Schlachtverlauf nichts mehr beitrugen.
Im Zentrum beschossen die Österreicher Leopolds Bataillone mit Artillerie und griffen mit zahlenmäßig überlegener Infanterie an. Die Preußen wurden durch das Dorf zurückgetrieben, das in Brand geriet.
Friedrich ließ gegen 10:30 Uhr die bisher zurückgehaltenen Infanteriebataillone des rechten Flügels (etwa 12.000 Mann) die Österreicher in deren linken Flanke angreifen. Vor dem Feuer der unerwartet aufgetauchten preußischen Infanterie begannen die Österreicher zurückzuweichen. Karl erkannte die Gefahr, von seiner Rückzugslinie durch Czaslau abgeschnitten zu werden und befahl gegen Mittag den allgemeinen Rückzug. Dieser verlief allgemein geordnet, die preußische Kavallerie war außerstande zur Verfolgung.

## Nachwirkungen
Die Preußen verloren rund 4000 Mann an Toten und Verwundeten und 700 als vermisst, gefallen waren auch die Generalmajore von Wedell und von Werdeck.
Die Österreicher verloren 3000 Mann durch Tod und Verwundung, 2000 als vermisst (darunter viele Überläufer nach der Schlacht) und 1200 Gefangene, gefallen waren die Generalfeldwachtmeister Josef Graf Frankenberg, Albert Freiherr von Pallant und Sigmund Graf Weltz. Die Verluste betrugen rund 20 % der Kräfte auf jeder Seite.
Friedrich galt als Sieger, da er das Feld behauptet hatte. Strategisch gab Chotusitz Friedrich die Möglichkeit, Anfang Juni 1742 den separaten Vorfrieden von Breslau zu schließen und aus dem Krieg vorläufig auszuscheiden.
Für seine Verdienste bei der Führung des ersten Kavallerietreffens des rechten Flügels wurde Friedrich Leopold von Geßler zum Generalleutnant ernannt und bekam den Schwarzer-Adler-Orden verliehen. Am Nachmittag der Schlacht ernannte der König den Prinzen von Anhalt-Dessau in Anerkennung seiner Leistungen als Befehlshaber der Infanterie im Sammellager von Czaslau zum Feldmarschall.

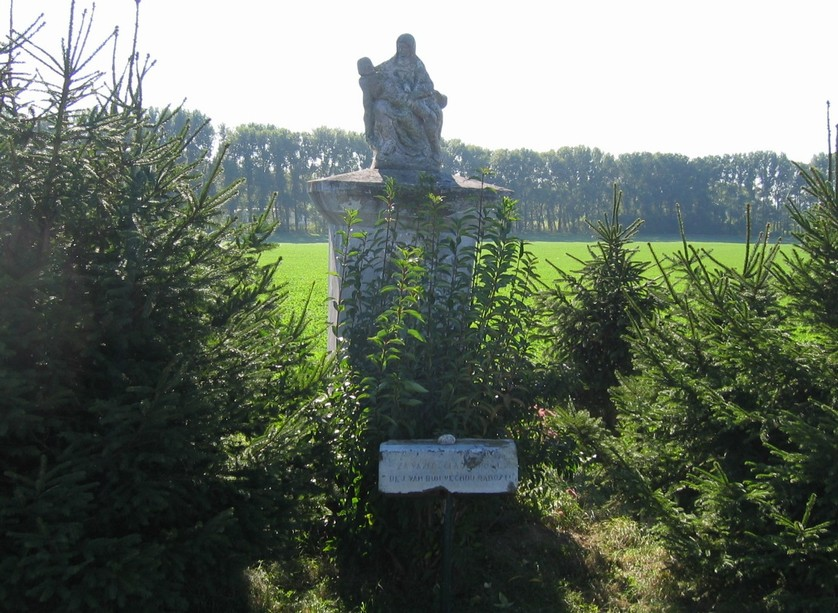
Gedenkstein an die Schlacht bei Chotusitz, am Červený kopec

## Heutiger Zugang zum Schlachtfeld
Die Besichtigung des ehemaligen Schlachtfeldes ist heute schwierig bzw. unmöglich, da sich dessen wesentlicher Teil auf dem Gelände der 21. Taktischen Luftwaffen-Basis (21. základna taktického letectva) – Čáslav der Luftstreitkräfte der Tschechischen Republik befindet. Zusätzlich wird das Gelände um den Flugplatz von Militärpolizei bewacht. Ein direkter Zugang zum Schlachtfeld von Chotusice aus ist aus den genannten Gründen nicht möglich. Lediglich die Aufmarschgebiete des Königs (westlich Chotusice) bzw. der Österreicher (östlich von Čáslav) sind gut zu besichtigen.